# Copa Constitució 2003-2004
La Copa Constitució 2000-2001 è stata la 12ª edizione della Coppa di Andorra di calcio, disputato tra il 4 aprile ed il 16 maggio 2004. Il FC Santa Coloma ha vinto il trofeo per la quarta volta.

## Primo turno
Gli incontri si disputarono il 4 aprile 2004
| Squadra 1                | Risultato | Squadra 2                 |
| ------------------------ | --------- | ------------------------- |
| Principat B              | 5 - 2     | UE Extremenya             |
| Santa Coloma B           | 2 - 1     | Casa Estrella del Benfica |
| Sporting Club d'Escaldes | 3 - 2     | Lusitans B                |
| Atlètic Club d'Escaldes  | 0 - 1     | Deportivo La Massana      |

## Secondo turno
Gli incontri si disputarono il 18 aprile 2004
| Squadra 1                | Risultato | Squadra 2             |
| ------------------------ | --------- | --------------------- |
| Principat B              | 0 - 3     | UE Engordany          |
| Deportivo La Massana     | 2 - 3     | FC Lusitanos          |
| Sporting Club d'Escaldes | 0 - 16    | CE Principat          |
| Santa Coloma B           | 1 - 6     | Inter Club d'Escaldes |
| Principat B              | 4 - 5     | UE Engordany          |

## Quarti di finale
Gli incontri si disputarono il 25 e 26 aprile 2004
| Squadra 1             | Risultato | Squadra 2       |
| --------------------- | --------- | --------------- |
| UE Engordany          | 0 - 8     | FC Rànger's     |
| FC Lusitanos          | 1 - 3     | FC Santa Coloma |
| Inter Club d'Escaldes | 1 - 2     | UE Sant Julià   |
| CE Principat          | 5 - 2     | FC Encamp       |

## Semifinale
Gli incontri si disputarono il 9 maggio 2004
| Squadra 1    | Risultato | Squadra 2       |
| ------------ | --------- | --------------- |
| FC Rànger's  | 1 - 2 dts | FC Santa Coloma |
| CE Principat | 1 - 3     | UE Sant Julià   |

## Finale
La finale si giocò il 16 maggio 2004
| Arbitro: | Barbosa |

|            |           |  |
| Sivera 49’ | Marcatori |  |